# Olle Reichenberg
Olof ("Olle") Alfred Hugo Svante Reichenberg, född 23 april 1970 i Danderyd, är en svensk moderat kommun- och landstingspolitiker. Han tillträdde år 2010 posten som kommunstyrelsens ordförande och kommunalråd i Danderyds kommun strax norr om Stockholm. Han efterträdde moderaten Gunnar Oom. Reichenberg avgick efter valet 2018, då moderaterna hade gjort sitt sämsta val någonsin i Danderyds kommun och efterträddes av partikamraten Hanna Bocander. Sedan dess är Reichenberg heltidsarvoderad politiker i Stockholms läns landsting.
Olle Reichenberg är (2011) även förtroendevald i Stockholms läns landsting. Han blev ersättare i landstingsfullmäktige år 1998 och valdes som ordinarie ledamot år 2002. Han har bland annat varit ordförande i landstingets norra sjukvårdsstyrelse.
Olle Reichenberg har även haft flera förtroendeuppdrag inom Svenska kyrkan, både lokalt i Danderyds församling och som ledamot av kyrkomötet.  Sedan april 2009 är han ordförande i Svenska exlibrisföreningen och även redaktör för dess publikation Exlibriscirkuläret.
Till yrket är Reichenberg webbredaktör.